# Olli Palola
Olli Palola (Oulu, 8 aprile 1988) è un hockeista su ghiaccio finlandese.

## Palmarès

### Mondiali
- 1 medaglia:
  - 1 argento (Bielorussia 2014)